# Symphitoneuria licmetica
Symphitoneuria licmetica är en nattsländeart som beskrevs av Arturs Neboiss 1986. Symphitoneuria licmetica ingår i släktet Symphitoneuria och familjen långhornssländor. Inga underarter finns listade i Catalogue of Life.